# Vuelta a Dinamarca 2025
La 34.ª edición de la Vuelta a Dinamarca fue una carrera de ciclismo en ruta por etapas que se celebró en Dinamarca entre el 12 y el 16 de agosto de 2025 sobre un recorrido de 682.4 kilómetros dividido en 5 etapas, con inicio en la ciudad de Nexø y final en la ciudad Silkeborg.
La prueba perteneció al UCI ProSeries 2025, dentro de la categoría 2.Pro. El vencedor fue el danés Mads Pedersen del Lidl-Trek, quien estuvo acompañado en el podio por el sueco Jakob Söderqvist del mismo equipo y el danés Niklas Larsen del BHS-PL Beton Bornholm, segundo y tercer clasificado respectivamente.

## Equipos participantes
Tomaron parte en la carrera 18 equipos: 4 de categoría UCI WorldTeam invitados por la organización, 7 de categoría UCI ProTeam, 6 de categoría Continental y la selección nacional de Dinamarca. Formaron así un pelotón de 125 ciclistas de los que acabaron 107. Los equipos participantes fueron:
| WorldTeams (4)- Alpecin-Deceuninck - Lidl-Trek - Team Visma \| Lease a Bike - Team Picnic-PostNL ProTeams (7)- Uno-X Mobility - Lotto - Team Novo Nordisk - Team Flanders-Baloise - Team Polti VisitMalta - Euskaltel-Euskadi - Unibet Tietema Rockets Equipos continentales (6)- Airtox-Carl Ras - BHS-PL Beton Bornholm - ColoQuick - Team Give Steel-2M Cycling Elite - Decathlon AG2R La Mondiale Development Team - BEAT Cycling Club Equipo nacional- Dinamarca |
| |

## Recorrido
La Vuelta a Dinamarca dispuso de cinco etapas para un recorrido total de 682.4 kilómetros, dividido en cuatro etapas en línea y una contrarreloj individual.
| Etapa     | Fecha     | Recorrido               | type                    | Distancia (km) | Desnivel (m) | Ganador           | Líder         |
| --------- | --------- | ----------------------- | ----------------------- | -------------- | ------------ | ----------------- | ------------- |
| 1.ª etapa | 12 de ago | Nexø – Rønne            | etapa escarpada         | 178,6          | 1700 m       | Mads Pedersen     | Mads Pedersen |
| 2.ª etapa | 13 de ago | Rødovre – Bagsværd      | etapa llana             | 110,64         | 750 m        | Søren Wærenskjold | Mads Pedersen |
| 3.ª etapa | 14 de ago | Kerteminde – Kerteminde | contrarreloj individual | 14,29          | 68 m         | Jakob Söderqvist  | Mads Pedersen |
| 4.ª etapa | 15 de ago | Svendborg – Vejle       | etapa escarpada         | 227,25         | 1941 m       | Mads Pedersen     | Mads Pedersen |
| 5.ª etapa | 16 de ago | Hobro – Silkeborg       | etapa llana             | 157,62         | 1535 m       | Mads Pedersen     | Mads Pedersen |

### 1.ª etapa
| Nexø - Rønne | etapa escarpada | (178,6 km) |

| \| Clasificación de la etapa \| Clasificación de la etapa \| Clasificación de la etapa \| Clasificación de la etapa \| Clasificación de la etapa \| \| Ciclista \| Ciclista \| Equipo \| Tiempo \| \| \| ------------------------- \| ------------------------- \| ------------------------- \| ------------------------- \| ------------------------- \| \| 1.º \| Mads Pedersen \| Lidl-Trek \| 4 h 03 min 45 s \| \| \| 2.º \| Lukáš Kubiš \| Unibet Tietema Rockets \| + 0 s \| \| \| 3.º \| Conrad Haugsted \| ColoQuick \| + 0 s \| \| \| 4.º \| Niklas Larsen \| BHS-PL Beton Bornholm \| + 0 s \| \| \| 5.º \| William Blume Levy \| Uno-X Mobility \| + 0 s \| \| \| 6.º \| Magnus Bak Klaris \| Airtox-Carl Ras \| + 0 s \| \| \| 7.º \| Julius Johansen \| Dinamarca \| + 0 s \| \| \| 8.º \| Mattias Skjelmose \| Lidl-Trek \| + 2 s \| \| \| 9.º \| Victor Vercouillie \| Team Flanders-Baloise \| + 5 s \| \| \| 10.º \| Henrik Pedersen \| Uno-X Mobility \| + 38 s \| \| |                    |                        |                 |
| |                    |                        |                 |
| Fuentes: ProCyclingStats Cycling Quotient |                    |                        |                 |
| Clasificación de la etapa |                    |                        |                 |
| Ciclista | Ciclista           | Equipo                 | Tiempo          |
| 1.º | Mads Pedersen      | Lidl-Trek              | 4 h 03 min 45 s |
| 2.º | Lukáš Kubiš        | Unibet Tietema Rockets | + 0 s           |
| 3.º | Conrad Haugsted    | ColoQuick              | + 0 s           |
| 4.º | Niklas Larsen      | BHS-PL Beton Bornholm  | + 0 s           |
| 5.º | William Blume Levy | Uno-X Mobility         | + 0 s           |
| 6.º | Magnus Bak Klaris  | Airtox-Carl Ras        | + 0 s           |
| 7.º | Julius Johansen    | Dinamarca              | + 0 s           |
| 8.º | Mattias Skjelmose  | Lidl-Trek              | + 2 s           |
| 9.º | Victor Vercouillie | Team Flanders-Baloise  | + 5 s           |
| 10.º | Henrik Pedersen    | Uno-X Mobility         | + 38 s          |

| \| Clasificación general \| Clasificación general \| Clasificación general \| Clasificación general \| Clasificación general \| \| Ciclista \| Ciclista \| Equipo \| Tiempo \| \| \| --------------------- \| --------------------- \| ---------------------- \| --------------------- \| --------------------- \| \| 1.º \| Mads Pedersen \| Lidl-Trek \| 4 h 03 min 35 s \| \| \| 2.º \| Lukáš Kubiš \| Unibet Tietema Rockets \| + 4 s \| \| \| 3.º \| Conrad Haugsted \| ColoQuick \| + 5 s \| \| \| 4.º \| Julius Johansen \| Dinamarca \| + 8 s \| \| \| 5.º \| Niklas Larsen \| BHS-PL Beton Bornholm \| + 10 s \| \| \| 6.º \| William Blume Levy \| Uno-X Mobility \| + 10 s \| \| \| 7.º \| Magnus Bak Klaris \| Airtox-Carl Ras \| + 10 s \| \| \| 8.º \| Mattias Skjelmose \| Lidl-Trek \| + 12 s \| \| \| 9.º \| Victor Vercouillie \| Team Flanders-Baloise \| + 15 s \| \| \| 10.º \| Henrik Pedersen \| Uno-X Mobility \| + 48 s \| \| |                    |                        |                 |
| |                    |                        |                 |
| Fuentes: ProCyclingStats Cycling Quotient |                    |                        |                 |
| Clasificación general |                    |                        |                 |
| Ciclista | Ciclista           | Equipo                 | Tiempo          |
| 1.º | Mads Pedersen      | Lidl-Trek              | 4 h 03 min 35 s |
| 2.º | Lukáš Kubiš        | Unibet Tietema Rockets | + 4 s           |
| 3.º | Conrad Haugsted    | ColoQuick              | + 5 s           |
| 4.º | Julius Johansen    | Dinamarca              | + 8 s           |
| 5.º | Niklas Larsen      | BHS-PL Beton Bornholm  | + 10 s          |
| 6.º | William Blume Levy | Uno-X Mobility         | + 10 s          |
| 7.º | Magnus Bak Klaris  | Airtox-Carl Ras        | + 10 s          |
| 8.º | Mattias Skjelmose  | Lidl-Trek              | + 12 s          |
| 9.º | Victor Vercouillie | Team Flanders-Baloise  | + 15 s          |
| 10.º | Henrik Pedersen    | Uno-X Mobility         | + 48 s          |

### 2.ª etapa
| Rødovre - Bagsværd | etapa llana | (110,64 km) |

| \| Clasificación de la etapa \| Clasificación de la etapa \| Clasificación de la etapa \| Clasificación de la etapa \| Clasificación de la etapa \| \| Ciclista \| Ciclista \| Equipo \| Tiempo \| \| \| ------------------------- \| ------------------------- \| -------------------------------- \| ------------------------- \| ------------------------- \| \| 1.º \| Søren Wærenskjold \| Uno-X Mobility \| 2 h 09 min 12 s \| \| \| 2.º \| Steffen De Schuyteneer \| Lotto \| + 0 s \| \| \| 3.º \| Axel Zingle \| Team Visma \\| Lease a Bike \| + 0 s \| \| \| 4.º \| Jasper Philipsen \| Alpecin-Deceuninck \| + 0 s \| \| \| 5.º \| Nils Eekhoff \| Team Picnic-PostNL \| + 0 s \| \| \| 6.º \| Tom Crabbe \| Team Flanders-Baloise \| + 0 s \| \| \| 7.º \| Lukáš Kubiš \| Unibet Tietema Rockets \| + 0 s \| \| \| 8.º \| Stian Rosenlund Richter \| Airtox-Carl Ras \| + 0 s \| \| \| 9.º \| Mads Pedersen \| Lidl-Trek \| + 0 s \| \| \| 10.º \| Mads Landbo \| Team Give Steel-2M Cycling Elite \| + 0 s \| \| |                         |                                  |                 |
| |                         |                                  |                 |
| Fuentes: ProCyclingStats Cycling Quotient |                         |                                  |                 |
| Clasificación de la etapa |                         |                                  |                 |
| Ciclista | Ciclista                | Equipo                           | Tiempo          |
| 1.º | Søren Wærenskjold       | Uno-X Mobility                   | 2 h 09 min 12 s |
| 2.º | Steffen De Schuyteneer  | Lotto                            | + 0 s           |
| 3.º | Axel Zingle             | Team Visma \| Lease a Bike       | + 0 s           |
| 4.º | Jasper Philipsen        | Alpecin-Deceuninck               | + 0 s           |
| 5.º | Nils Eekhoff            | Team Picnic-PostNL               | + 0 s           |
| 6.º | Tom Crabbe              | Team Flanders-Baloise            | + 0 s           |
| 7.º | Lukáš Kubiš             | Unibet Tietema Rockets           | + 0 s           |
| 8.º | Stian Rosenlund Richter | Airtox-Carl Ras                  | + 0 s           |
| 9.º | Mads Pedersen           | Lidl-Trek                        | + 0 s           |
| 10.º | Mads Landbo             | Team Give Steel-2M Cycling Elite | + 0 s           |

| \| Clasificación general \| Clasificación general \| Clasificación general \| Clasificación general \| Clasificación general \| \| Ciclista \| Ciclista \| Equipo \| Tiempo \| \| \| --------------------- \| ---------------------- \| -------------------------------- \| --------------------- \| --------------------- \| \| 1.º \| Mads Pedersen \| Lidl-Trek \| 6 h 12 min 47 s \| \| \| 2.º \| Lukáš Kubiš \| Unibet Tietema Rockets \| + 4 s \| \| \| 3.º \| Conrad Haugsted \| ColoQuick \| + 5 s \| \| \| 4.º \| Niklas Larsen \| BHS-PL Beton Bornholm \| + 10 s \| \| \| 5.º \| William Blume Levy \| Uno-X Mobility \| + 10 s \| \| \| 6.º \| Victor Vercouillie \| Team Flanders-Baloise \| + 15 s \| \| \| 7.º \| Steffen De Schuyteneer \| Lotto \| + 42 s \| \| \| 8.º \| Axel Zingle \| Team Visma \\| Lease a Bike \| + 44 s \| \| \| 9.º \| Nils Eekhoff \| Team Picnic-PostNL \| + 48 s \| \| \| 10.º \| Mads Landbo \| Team Give Steel-2M Cycling Elite \| + 48 s \| \| |                        |                                  |                 |
| |                        |                                  |                 |
| Fuentes: ProCyclingStats Cycling Quotient |                        |                                  |                 |
| Clasificación general |                        |                                  |                 |
| Ciclista | Ciclista               | Equipo                           | Tiempo          |
| 1.º | Mads Pedersen          | Lidl-Trek                        | 6 h 12 min 47 s |
| 2.º | Lukáš Kubiš            | Unibet Tietema Rockets           | + 4 s           |
| 3.º | Conrad Haugsted        | ColoQuick                        | + 5 s           |
| 4.º | Niklas Larsen          | BHS-PL Beton Bornholm            | + 10 s          |
| 5.º | William Blume Levy     | Uno-X Mobility                   | + 10 s          |
| 6.º | Victor Vercouillie     | Team Flanders-Baloise            | + 15 s          |
| 7.º | Steffen De Schuyteneer | Lotto                            | + 42 s          |
| 8.º | Axel Zingle            | Team Visma \| Lease a Bike       | + 44 s          |
| 9.º | Nils Eekhoff           | Team Picnic-PostNL               | + 48 s          |
| 10.º | Mads Landbo            | Team Give Steel-2M Cycling Elite | + 48 s          |

### 3.ª etapa
| Kerteminde - Kerteminde | contrarreloj individual | (14,29 km) |

| \| Clasificación de la etapa \| Clasificación de la etapa \| Clasificación de la etapa \| Clasificación de la etapa \| Clasificación de la etapa \| \| Ciclista \| Ciclista \| Equipo \| Tiempo \| \| \| ------------------------- \| ------------------------- \| -------------------------------- \| ------------------------- \| ------------------------- \| \| 1.º \| Jakob Söderqvist \| Lidl-Trek \| 15 min 28 s \| \| \| 2.º \| Alec Segaert \| Lotto \| + 5 s \| \| \| 3.º \| Mads Pedersen \| Lidl-Trek \| + 14 s \| \| \| 4.º \| Niklas Larsen \| BHS-PL Beton Bornholm \| + 14 s \| \| \| 5.º \| Johan Price-Pejtersen \| Alpecin-Deceuninck \| + 17 s \| \| \| 6.º \| Søren Wærenskjold \| Uno-X Mobility \| + 23 s \| \| \| 7.º \| Mattias Skjelmose \| Lidl-Trek \| + 24 s \| \| \| 8.º \| Søren Kragh Andersen \| Lidl-Trek \| + 26 s \| \| \| 9.º \| Mads Landbo \| Team Give Steel-2M Cycling Elite \| + 26 s \| \| \| 10.º \| Axel van der Tuuk \| Euskaltel-Euskadi \| + 32 s \| \| |                       |                                  |             |
| |                       |                                  |             |
| Fuentes: ProCyclingStats Cycling Quotient |                       |                                  |             |
| Clasificación de la etapa |                       |                                  |             |
| Ciclista | Ciclista              | Equipo                           | Tiempo      |
| 1.º | Jakob Söderqvist      | Lidl-Trek                        | 15 min 28 s |
| 2.º | Alec Segaert          | Lotto                            | + 5 s       |
| 3.º | Mads Pedersen         | Lidl-Trek                        | + 14 s      |
| 4.º | Niklas Larsen         | BHS-PL Beton Bornholm            | + 14 s      |
| 5.º | Johan Price-Pejtersen | Alpecin-Deceuninck               | + 17 s      |
| 6.º | Søren Wærenskjold     | Uno-X Mobility                   | + 23 s      |
| 7.º | Mattias Skjelmose     | Lidl-Trek                        | + 24 s      |
| 8.º | Søren Kragh Andersen  | Lidl-Trek                        | + 26 s      |
| 9.º | Mads Landbo           | Team Give Steel-2M Cycling Elite | + 26 s      |
| 10.º | Axel van der Tuuk     | Euskaltel-Euskadi                | + 32 s      |

| \| Clasificación general \| Clasificación general \| Clasificación general \| Clasificación general \| Clasificación general \| \| Ciclista \| Ciclista \| Equipo \| Tiempo \| \| \| --------------------- \| --------------------- \| -------------------------------- \| --------------------- \| --------------------- \| \| 1.º \| Mads Pedersen \| Lidl-Trek \| 6 h 28 min 29 s \| \| \| 2.º \| Niklas Larsen \| BHS-PL Beton Bornholm \| + 10 s \| \| \| 3.º \| Jakob Söderqvist \| Lidl-Trek \| + 34 s \| \| \| 4.º \| Lukáš Kubiš \| Unibet Tietema Rockets \| + 35 s \| \| \| 5.º \| Alec Segaert \| Lotto \| + 39 s \| \| \| 6.º \| Conrad Haugsted \| ColoQuick \| + 48 s \| \| \| 7.º \| William Blume Levy \| Uno-X Mobility \| + 59 s \| \| \| 8.º \| Søren Kragh Andersen \| Lidl-Trek \| + 1 min 01 s \| \| \| 9.º \| Mads Landbo \| Team Give Steel-2M Cycling Elite \| + 1 min 01 s \| \| \| 10.º \| Victor Vercouillie \| Team Flanders-Baloise \| + 1 min 01 s \| \| |                      |                                  |                 |
| |                      |                                  |                 |
| Fuentes: ProCyclingStats Cycling Quotient |                      |                                  |                 |
| Clasificación general |                      |                                  |                 |
| Ciclista | Ciclista             | Equipo                           | Tiempo          |
| 1.º | Mads Pedersen        | Lidl-Trek                        | 6 h 28 min 29 s |
| 2.º | Niklas Larsen        | BHS-PL Beton Bornholm            | + 10 s          |
| 3.º | Jakob Söderqvist     | Lidl-Trek                        | + 34 s          |
| 4.º | Lukáš Kubiš          | Unibet Tietema Rockets           | + 35 s          |
| 5.º | Alec Segaert         | Lotto                            | + 39 s          |
| 6.º | Conrad Haugsted      | ColoQuick                        | + 48 s          |
| 7.º | William Blume Levy   | Uno-X Mobility                   | + 59 s          |
| 8.º | Søren Kragh Andersen | Lidl-Trek                        | + 1 min 01 s    |
| 9.º | Mads Landbo          | Team Give Steel-2M Cycling Elite | + 1 min 01 s    |
| 10.º | Victor Vercouillie   | Team Flanders-Baloise            | + 1 min 01 s    |

### 4.ª etapa
| Svendborg - Vejle | etapa escarpada | (227,25 km) |

| \| Clasificación de la etapa \| Clasificación de la etapa \| Clasificación de la etapa \| Clasificación de la etapa \| Clasificación de la etapa \| \| Ciclista \| Ciclista \| Equipo \| Tiempo \| \| \| ------------------------- \| ------------------------- \| -------------------------------------- \| ------------------------- \| ------------------------- \| \| 1.º \| Mads Pedersen \| Lidl-Trek \| 5 h 12 min 26 s \| \| \| 2.º \| Tibor Del Grosso \| Alpecin-Deceuninck \| + 31 s \| \| \| 3.º \| Antoine L'Hote \| Decathlon AG2R La Mondiale Development \| + 32 s \| \| \| 4.º \| Morten Nørtoft \| ColoQuick \| + 32 s \| \| \| 5.º \| Matyáš Kopecký \| Team Novo Nordisk \| + 32 s \| \| \| 6.º \| Anders Foldager \| Dinamarca \| + 32 s \| \| \| 7.º \| Lukáš Kubiš \| Unibet Tietema Rockets \| + 32 s \| \| \| 8.º \| Dylan van Baarle \| Team Visma \\| Lease a Bike \| + 35 s \| \| \| 9.º \| Jakob Söderqvist \| Lidl-Trek \| + 35 s \| \| \| 10.º \| Niklas Larsen \| BHS-PL Beton Bornholm \| + 35 s \| \| |                  |                                        |                 |
| |                  |                                        |                 |
| Fuentes: ProCyclingStats Cycling Quotient |                  |                                        |                 |
| Clasificación de la etapa |                  |                                        |                 |
| Ciclista | Ciclista         | Equipo                                 | Tiempo          |
| 1.º | Mads Pedersen    | Lidl-Trek                              | 5 h 12 min 26 s |
| 2.º | Tibor Del Grosso | Alpecin-Deceuninck                     | + 31 s          |
| 3.º | Antoine L'Hote   | Decathlon AG2R La Mondiale Development | + 32 s          |
| 4.º | Morten Nørtoft   | ColoQuick                              | + 32 s          |
| 5.º | Matyáš Kopecký   | Team Novo Nordisk                      | + 32 s          |
| 6.º | Anders Foldager  | Dinamarca                              | + 32 s          |
| 7.º | Lukáš Kubiš      | Unibet Tietema Rockets                 | + 32 s          |
| 8.º | Dylan van Baarle | Team Visma \| Lease a Bike             | + 35 s          |
| 9.º | Jakob Söderqvist | Lidl-Trek                              | + 35 s          |
| 10.º | Niklas Larsen    | BHS-PL Beton Bornholm                  | + 35 s          |

| \| Clasificación general \| Clasificación general \| Clasificación general \| Clasificación general \| Clasificación general \| \| Ciclista \| Ciclista \| Equipo \| Tiempo \| \| \| --------------------- \| --------------------- \| -------------------------- \| --------------------- \| --------------------- \| \| 1.º \| Mads Pedersen \| Lidl-Trek \| 11 h 40 min 42 s \| \| \| 2.º \| Niklas Larsen \| BHS-PL Beton Bornholm \| + 58 s \| \| \| 3.º \| Lukáš Kubiš \| Unibet Tietema Rockets \| + 1 min 18 s \| \| \| 4.º \| Jakob Söderqvist \| Lidl-Trek \| + 1 min 22 s \| \| \| 5.º \| Alec Segaert \| Lotto \| + 1 min 27 s \| \| \| 6.º \| Søren Kragh Andersen \| Lidl-Trek \| + 1 min 49 s \| \| \| 7.º \| Axel van der Tuuk \| Euskaltel-Euskadi \| + 1 min 55 s \| \| \| 8.º \| Mattias Skjelmose \| Lidl-Trek \| + 1 min 59 s \| \| \| 9.º \| Tibor Del Grosso \| Alpecin-Deceuninck \| + 2 min 04 s \| \| \| 10.º \| Dylan van Baarle \| Team Visma \\| Lease a Bike \| + 2 min 06 s \| \| |                      |                            |                  |
| |                      |                            |                  |
| Fuentes: ProCyclingStats Cycling Quotient |                      |                            |                  |
| Clasificación general |                      |                            |                  |
| Ciclista | Ciclista             | Equipo                     | Tiempo           |
| 1.º | Mads Pedersen        | Lidl-Trek                  | 11 h 40 min 42 s |
| 2.º | Niklas Larsen        | BHS-PL Beton Bornholm      | + 58 s           |
| 3.º | Lukáš Kubiš          | Unibet Tietema Rockets     | + 1 min 18 s     |
| 4.º | Jakob Söderqvist     | Lidl-Trek                  | + 1 min 22 s     |
| 5.º | Alec Segaert         | Lotto                      | + 1 min 27 s     |
| 6.º | Søren Kragh Andersen | Lidl-Trek                  | + 1 min 49 s     |
| 7.º | Axel van der Tuuk    | Euskaltel-Euskadi          | + 1 min 55 s     |
| 8.º | Mattias Skjelmose    | Lidl-Trek                  | + 1 min 59 s     |
| 9.º | Tibor Del Grosso     | Alpecin-Deceuninck         | + 2 min 04 s     |
| 10.º | Dylan van Baarle     | Team Visma \| Lease a Bike | + 2 min 06 s     |

### 5.ª etapa
| Hobro - Silkeborg | etapa llana | (157,62 km) |

| \| Clasificación de la etapa \| Clasificación de la etapa \| Clasificación de la etapa \| Clasificación de la etapa \| Clasificación de la etapa \| \| Ciclista \| Ciclista \| Equipo \| Tiempo \| \| \| ------------------------- \| ------------------------- \| -------------------------- \| ------------------------- \| ------------------------- \| \| 1.º \| Mads Pedersen \| Lidl-Trek \| 3 h 27 min 44 s \| \| \| 2.º \| Axel Zingle \| Team Visma \\| Lease a Bike \| + 0 s \| \| \| 3.º \| Jakob Söderqvist \| Lidl-Trek \| + 0 s \| \| \| 4.º \| Matyáš Kopecký \| Team Novo Nordisk \| + 0 s \| \| \| 5.º \| Søren Kragh Andersen \| Lidl-Trek \| + 5 s \| \| \| 6.º \| Mattias Skjelmose \| Lidl-Trek \| + 22 s \| \| \| 7.º \| Milan Menten \| Lotto \| + 22 s \| \| \| 8.º \| Axel van der Tuuk \| Euskaltel-Euskadi \| + 22 s \| \| \| 9.º \| Mirco Maestri \| Team Polti VisitMalta \| + 22 s \| \| \| 10.º \| Carl-Frederik Bévort \| Uno-X Mobility \| + 22 s \| \| |                      |                            |                 |
| |                      |                            |                 |
| Fuentes: ProCyclingStats Cycling Quotient |                      |                            |                 |
| Clasificación de la etapa |                      |                            |                 |
| Ciclista | Ciclista             | Equipo                     | Tiempo          |
| 1.º | Mads Pedersen        | Lidl-Trek                  | 3 h 27 min 44 s |
| 2.º | Axel Zingle          | Team Visma \| Lease a Bike | + 0 s           |
| 3.º | Jakob Söderqvist     | Lidl-Trek                  | + 0 s           |
| 4.º | Matyáš Kopecký       | Team Novo Nordisk          | + 0 s           |
| 5.º | Søren Kragh Andersen | Lidl-Trek                  | + 5 s           |
| 6.º | Mattias Skjelmose    | Lidl-Trek                  | + 22 s          |
| 7.º | Milan Menten         | Lotto                      | + 22 s          |
| 8.º | Axel van der Tuuk    | Euskaltel-Euskadi          | + 22 s          |
| 9.º | Mirco Maestri        | Team Polti VisitMalta      | + 22 s          |
| 10.º | Carl-Frederik Bévort | Uno-X Mobility             | + 22 s          |

## Clasificaciones finales
- Las clasificaciones finalizaron de la siguiente forma:[5]

### Clasificación general
| \| Clasificación general \| Clasificación general \| Clasificación general \| Clasificación general \| Clasificación general \| \| Ciclista \| Ciclista \| Equipo \| Tiempo \| \| \| --------------------- \| --------------------- \| -------------------------------------- \| --------------------- \| --------------------- \| \| 1.º \| Mads Pedersen \| Lidl-Trek \| 15 h 08 min 16 s \| \| \| 2.º \| Jakob Söderqvist \| Lidl-Trek \| + 1 min 28 s \| \| \| 3.º \| Niklas Larsen \| BHS-PL Beton Bornholm \| + 1 min 30 s \| \| \| 4.º \| Lukáš Kubiš \| Unibet Tietema Rockets \| + 1 min 50 s \| \| \| 5.º \| Alec Segaert \| Lotto \| + 1 min 59 s \| \| \| 6.º \| Søren Kragh Andersen \| Lidl-Trek \| + 2 min 04 s \| \| \| 7.º \| Axel van der Tuuk \| Euskaltel-Euskadi \| + 2 min 27 s \| \| \| 8.º \| Mattias Skjelmose \| Lidl-Trek \| + 2 min 31 s \| \| \| 9.º \| Matyáš Kopecký \| Team Novo Nordisk \| + 2 min 34 s \| \| \| 10.º \| Tibor Del Grosso \| Alpecin-Deceuninck \| + 2 min 36 s \| \| \| 11.º \| Dylan van Baarle \| Team Visma \\| Lease a Bike \| + 2 min 38 s \| \| \| 12.º \| Carl-Frederik Bévort \| Uno-X Mobility \| + 2 min 43 s \| \| \| 13.º \| Morten Nørtoft \| ColoQuick \| + 2 min 52 s \| \| \| 14.º \| Kasper Haugland \| Decathlon AG2R La Mondiale Development \| + 2 min 58 s \| \| \| 15.º \| Anders Foldager \| Dinamarca \| + 3 min 03 s \| \| |                      |                                        |                  |
| |                      |                                        |                  |
| Fuentes: ProCyclingStats Cycling Quotient |                      |                                        |                  |
| Clasificación general |                      |                                        |                  |
| Ciclista | Ciclista             | Equipo                                 | Tiempo           |
| 1.º | Mads Pedersen        | Lidl-Trek                              | 15 h 08 min 16 s |
| 2.º | Jakob Söderqvist     | Lidl-Trek                              | + 1 min 28 s     |
| 3.º | Niklas Larsen        | BHS-PL Beton Bornholm                  | + 1 min 30 s     |
| 4.º | Lukáš Kubiš          | Unibet Tietema Rockets                 | + 1 min 50 s     |
| 5.º | Alec Segaert         | Lotto                                  | + 1 min 59 s     |
| 6.º | Søren Kragh Andersen | Lidl-Trek                              | + 2 min 04 s     |
| 7.º | Axel van der Tuuk    | Euskaltel-Euskadi                      | + 2 min 27 s     |
| 8.º | Mattias Skjelmose    | Lidl-Trek                              | + 2 min 31 s     |
| 9.º | Matyáš Kopecký       | Team Novo Nordisk                      | + 2 min 34 s     |
| 10.º | Tibor Del Grosso     | Alpecin-Deceuninck                     | + 2 min 36 s     |
| 11.º | Dylan van Baarle     | Team Visma \| Lease a Bike             | + 2 min 38 s     |
| 12.º | Carl-Frederik Bévort | Uno-X Mobility                         | + 2 min 43 s     |
| 13.º | Morten Nørtoft       | ColoQuick                              | + 2 min 52 s     |
| 14.º | Kasper Haugland      | Decathlon AG2R La Mondiale Development | + 2 min 58 s     |
| 15.º | Anders Foldager      | Dinamarca                              | + 3 min 03 s     |

### Clasificación de la montaña
| Clasificación de la montaña | Clasificación de la montaña | Clasificación de la montaña            | Clasificación de la montaña | Clasificación de la montaña |
| Ciclista                    | Ciclista                    | Equipo                                 | Puntos                      |                             |
| --------------------------- | --------------------------- | -------------------------------------- | --------------------------- | --------------------------- |
| 1.º                         | Marius Innhaug Dahl         | Decathlon AG2R La Mondiale Development | 70 pts                      |                             |
| 2.º                         | Conrad Haugsted             | ColoQuick                              | 44 pts                      |                             |
| 3.º                         | Matias Malmberg             | Airtox-Carl Ras                        | 34 pts                      |                             |
| 4.º                         | Mads Würtz                  | Dinamarca                              | 26 pts                      |                             |
| 5.º                         | Daniel Weis Nielsen         | Decathlon AG2R La Mondiale Development | 24 pts                      |                             |
| 6.º                         | Julius Johansen             | Dinamarca                              | 12 pts                      |                             |
| 7.º                         | Victor Vercouillie          | Team Flanders-Baloise                  | 12 pts                      |                             |
| 8.º                         | Filippo Ridolfo             | Team Novo Nordisk                      | 10 pts                      |                             |
| 9.º                         | Stian Rosenlund Richter     | Airtox-Carl Ras                        | 8 pts                       |                             |
| 10.º                        | Emil Toudal                 | ColoQuick                              | 8 pts                       |                             |

### Clasificación de los puntos
| Clasificación por puntos | Clasificación por puntos | Clasificación por puntos   | Clasificación por puntos | Clasificación por puntos |
| Ciclista                 | Ciclista                 | Equipo                     | Puntos                   |                          |
| ------------------------ | ------------------------ | -------------------------- | ------------------------ | ------------------------ |
| 1.º                      | Mads Pedersen            | Lidl-Trek                  | 54 pts                   |                          |
| 2.º                      | Lukáš Kubiš              | Unibet Tietema Rockets     | 27 pts                   |                          |
| 3.º                      | Axel Zingle              | Team Visma \| Lease a Bike | 23 pts                   |                          |
| 4.º                      | Matyáš Kopecký           | Team Novo Nordisk          | 19 pts                   |                          |
| 5.º                      | Søren Wærenskjold        | Uno-X Mobility             | 15 pts                   |                          |
| 6.º                      | Jakob Söderqvist         | Lidl-Trek                  | 14 pts                   |                          |
| 7.º                      | Tibor Del Grosso         | Alpecin-Deceuninck         | 14 pts                   |                          |
| 8.º                      | Niklas Larsen            | BHS-PL Beton Bornholm      | 12 pts                   |                          |
| 9.º                      | Mattias Skjelmose        | Lidl-Trek                  | 12 pts                   |                          |
| 10.º                     | Steffen De Schuyteneer   | Lotto                      | 12 pts                   |                          |

### Clasificación de los jóvenes
| Clasificación del mejor joven | Clasificación del mejor joven | Clasificación del mejor joven          | Clasificación del mejor joven | Clasificación del mejor joven |
| Ciclista                      | Ciclista                      | Equipo                                 | Tiempo                        |                               |
| ----------------------------- | ----------------------------- | -------------------------------------- | ----------------------------- | ----------------------------- |
| 1.º                           | Jakob Söderqvist              | Lidl-Trek                              | 15 h 09 min 44 s              |                               |
| 2.º                           | Alec Segaert                  | Lotto                                  | + 31 s                        |                               |
| 3.º                           | Matyáš Kopecký                | Team Novo Nordisk                      | + 1 min 06 s                  |                               |
| 4.º                           | Tibor Del Grosso              | Alpecin-Deceuninck                     | + 1 min 08 s                  |                               |
| 5.º                           | Carl-Frederik Bévort          | Uno-X Mobility                         | + 1 min 15 s                  |                               |
| 6.º                           | Kasper Haugland               | Decathlon AG2R La Mondiale Development | + 1 min 30 s                  |                               |
| 7.º                           | Arthur Blaise                 | Decathlon AG2R La Mondiale Development | + 1 min 41 s                  |                               |
| 8.º                           | Antoine L'Hote                | Decathlon AG2R La Mondiale Development | + 3 min 39 s                  |                               |
| 9.º                           | Steffen De Schuyteneer        | Lotto                                  | + 7 min 33 s                  |                               |
| 10.º                          | Pietro Mattio                 | Team Visma \| Lease a Bike             | + 8 min 38 s                  |                               |

### Clasificación por equipos
| Clasificación por equipos | Clasificación por equipos                   | Clasificación por equipos | Clasificación por equipos |
| Equipo                    | Equipo                                      | Tiempo                    |                           |
| ------------------------- | ------------------------------------------- | ------------------------- | ------------------------- |
| 1.º                       | Lidl-Trek                                   | 45 h 27 min 42 s          |                           |
| 2.º                       | Decathlon AG2R La Mondiale Development Team | + 5 min 08 s              |                           |
| 3.º                       | Unibet Tietema Rockets                      | + 5 min 28 s              |                           |
| 4.º                       | Dinamarca                                   | + 7 min 41 s              |                           |
| 5.º                       | Lotto                                       | + 8 min 56 s              |                           |
| 6.º                       | Team Flanders-Baloise                       | + 11 min 55 s             |                           |
| 7.º                       | Team Visma \| Lease a Bike                  | + 12 min 59 s             |                           |
| 8.º                       | Alpecin-Deceuninck                          | + 16 min 07 s             |                           |
| 9.º                       | ColoQuick                                   | + 16 min 46 s             |                           |
| 10.º                      | Euskaltel-Euskadi                           | + 18 min 57 s             |                           |

## Evolución de las clasificaciones
| Etapa                   |                         | Ganador _         | Clasificación general | Puntos        | Montaña             | Jóvenes          | Combatividad    | Equipo    |
| ----------------------- | ----------------------- | ----------------- | --------------------- | ------------- | ------------------- | ---------------- | --------------- | --------- |
| 1.ª etapa               | etapa escarpada         | Mads Pedersen     | Mads Pedersen         | Mads Pedersen | Conrad Haugsted     | Conrad Haugsted  | Julius Johansen | Lidl-Trek |
| 2.ª etapa               | etapa llana             | Søren Wærenskjold | Mads Pedersen         | Mads Pedersen | Conrad Haugsted     | Conrad Haugsted  | Matias Malmberg | Lidl-Trek |
| 3.ª etapa               | contrarreloj individual | Jakob Söderqvist  | Mads Pedersen         | Mads Pedersen | Conrad Haugsted     | Jakob Söderqvist | no otorgado     | Lidl-Trek |
| 4.ª etapa               | etapa escarpada         | Mads Pedersen     | Mads Pedersen         | Mads Pedersen | Matias Malmberg     | Jakob Söderqvist | Mads Würtz      | Lidl-Trek |
| 5.ª etapa               | etapa llana             | Mads Pedersen     | Mads Pedersen         | Mads Pedersen | Marius Innhaug Dahl | Jakob Söderqvist | Mads Andersen   | Lidl-Trek |
| Clasificaciones finales | Clasificaciones finales |                   | Mads Pedersen         | Mads Pedersen | Marius Innhaug Dahl | Jakob Söderqvist | no otorgado     | Lidl-Trek |

## Ciclistas participantes y posiciones finales
Convenciones:
- AB-N: Abandono en la etapa "N"
- FLT-N: Retiro por llegada fuera del límite de tiempo en la etapa "N"
- NTS-N: No tomó la salida para la etapa "N"
- DES-N: Descalificado o expulsado en la etapa "N"

## UCI World Ranking
La Vuelta a Dinamarca otorgó puntos para el UCI World Ranking para corredores de los equipos en las categorías UCI WorldTeam, UCI ProTeam y Continental. Las siguientes tablas son el baremo de puntuación y los diez corredores que obtuvieron más puntos:
| Posición              | 1.º | 2.º | 3.º | 4.º | 5.º | 6.º | 7.º | 8.º | 9.º | 10.º | 11.º | 12.º | 13.º | 14.º | 15.º | 16.º-30.º | 31.º-40.º |
| Clasificación general | 200 | 150 | 125 | 100 | 85  | 70  | 60  | 50  | 40  | 35   | 30   | 25   | 20   | 15   | 10   | 5         | 3         |
| Por etapa             | 20  | 15  | 10  | 5   | 3   |     |     |     |     |      |      |      |      |      |      |           |           |
| Líder                 | 5   |     |     |     |     |     |     |     |     |      |      |      |      |      |      |           |           |

| Clasificación |                          |                        |         |       |       |       |
| Posición      | Ciclista                 | Equipo                 | General | Etapa | Líder | Total |
| ------------- | ------------------------ | ---------------------- | ------- | ----- | ----- | ----- |
| 1.º           | Mads Pedersen            | Lidl-Trek              | 200     | 70    | 20    | 290   |
| 2.º           | Jakob Söderqvist         | Lidl-Trek              | 150     | 30    | -     | 180   |
| 3.º           | Niklas Larsen            | BHS-PL Beton Bornholm  | 125     | 10    | -     | 135   |
| 4.º           | Lukáš Kubiš              | Unibet Tietema Rockets | 100     | 15    | -     | 115   |
| 5.º           | Alec Segaert             | Lotto                  | 85      | 15    | -     | 100   |
| 6.º           | Søren Kragh Andersen     | Lidl-Trek              | 70      | 3     | -     | 73    |
| 7.º           | Axel van der Tuuk        | Euskaltel-Euskadi      | 60      | -     | -     | 60    |
| 8.º           | Mattias Skjelmose Jensen | Lidl-Trek              | 50      | -     | -     | 50    |
| 9.º           | Tibor Del Grosso         | Alpecin-Deceuninck     | 35      | 15    | -     | 50    |
| 10.º          | Matyáš Kopecký           | Novo Nordisk           | 40      | 8     | -     | 48    |